# Maite Pérez Larumbe
Maite Pérez Larumbe (Pamplona, Navarra, 11 de abril de 1962) es una poeta española.

## Biografía
Descubre su afición por la escritura durante sus estudios en el colegio de Carmelitas, primero, y del Sagrado Corazón, después, a través de la asignatura de Lengua Española. La formación religiosa recibida en estos centros durante estos años servirá de fundamento a varios de sus poemarios futuros donde buscará rescatar las voces acalladas de personajes bíblicos femeninos.

## Trayectoria profesional
Ya con 18 años Maite Pérez consigue un áccesit en un concurso de poesía organizado por la Caja de Ahorros Municipal de Pamplona y el editor Ángel Urrutia incluye tres de sus poemas en su Antología de la poesía navarra actual en 1982.
Se licenció en Geografía e Historia por la Universidad de Navarra en 1985 y experta en género. También es redactora freelance y formadora.
A partir de 1979 publica con frecuencia en la revista poética navarra Río Arga y en 1985 entra a formar parte de su consejo de redacción. Es la primera vez que una mujer figura en el consejo de una revista literaria navarra.
Continua publicando en diversas antologías Antología Bilaketa  o Emakume Olerkariak/Poetas Vascas  Bilaketa, en 1991. Este mismo año sale su primer poemario con el título El nombre que me diste y en 1998 Mi nombre verdadero.
Su último poemario es Reinos inferiores, publicado por la editorial navarra Pamiela en 2016.
Maite Pérez compagina su trabajo con talleres de lectura y la columna semanal Recursos humanos en Diario de Noticias.

## Obras

### Poemarios
- Precariedad y persistencia (INAI, Pamplona 2009)[6]
- Consideraciones del torturador (Bilaketa, Aoiz 2004)[7]
- Mi nombre verdadero (Pamiela, Pamplona 1998)[8]
- El nombre que me diste (Premio Antonio Oliver Belmás 1991, Editora Regional de Murcia, 1993)[9]
- Reinos Inferiores (Pamiela, Pamplona 2016)[10][11]

### Antologías
- Nueva poesía en el Viejo Reyno (Hiperion, Madrid 2012)
- Poesía Vasca Contemporánea (Litoral, Málaga 1995)
- Antología Bilaketa (Pamplona 1991)
- Emakume Olerkariak/Poetas Vascas, Julia Otxoa (Madrid 1990)
- Antología Poética Vasca a los 50 años de Gernika (Madrid 1987)
- Antología de la Poesía Navarra Actual, Ángel Urrutia (Pamplona 1982)

### Teatro
- De puro churro, para el ciclo San Fermín a escena, estrenado en el Teatro Gayarre en junio de 2011.
- Una oportunidad para Zarraberri, 2008, elegida para ser representada en el Primer Concurso de textos teatrales del Teatro Gayarre. Con el títuloZarraberri, fue seleccionada para representarse en la sala Oran Mor de Glasgow del 11 al 18 de mayo de 2008.
- Extremófilos,  representada en enero de 2007 en el Teatro Gayarre.
- Adaptación al castellano de la pieza Leather Bound/Encuadernado en cuero, de Chris Dolan, representada en enero de 2007 en el Teatro Gayarre.
- Pequeños movimientos, estrenada en enero de 2005 en el Teatro Gayarre y representada en septiembre  del mismo año en  la sala Oran Mor de Glasgow.

## Premios y reconocimientos
- Accésit de Poesía, Caja de Ahorros Municipal de Pamplona, en 1980.
- Premio Antonio Oliver Belmás por su poemario El nombre que me diste en 1993.[1]
- Incluida en la lista de las ocho poetas más significativas de España en los últimos 25 años.[12][13][14]